# Martin Pascal Hubert Strens
Martin Pascal Hubert Strens (Roermond, 28 maart 1807 – Maastricht, 22 juli 1875) was een niet-praktiserende katholiek en medestander van Thorbecke. Strens was Tweede Kamerlid voor Limburg en na 1848 voor het district Roermond. Hij vervulde rechterlijke functies en werd in het eerste kabinet-Thorbecke minister van Justitie en van rooms-katholieke Eredienst. Die laatste functie bekleedde hij ook in het kabinet-Van Zuylen van Nijevelt-Van Heemstra. Hij speelde in 1853 een belangrijke rol bij het herstel van de bisschoppelijke hiërarchie in Nederland. Strens was als Kamerlid mede-initiatiefnemer van de Parlementaire enquête naar Maas en Zuid-Willemsvaart.
- Biografisch Portaal: 17653750
- Digitale Bibliotheek voor de Nederlandse Letteren: stre018
- International Standard Name Identifier: 0000 0003 8871 7366
- Nederlandse Thesaurus van Auteursnamen: 273432893
- Parlement.com: vg09ll9nl5zu
- Virtual International Authority File: 281987841
- WorldCat: E39PBJvRVpgGbFHFyGqWTCm68C